# Скотовата
Скотовата — річка в Україні, у Ясинуватському районі Донецької області. Ліва притока Очеретоватої (басейн Дону).

## Опис
Довжина річки 13 км, похил річки 7,5 м/км, найкоротша відстань між витоком і гирлом — 11,22 км, коефіцієнт звивистості річки — 1,16. Площа басейну водозбору 87,6 км².

## Розташування
Бере початок на південно-східній околиці Авдіївки. Спочатку тече переважно на північний захід через село Веселе, потім тече на північний схід через Новоселівку Другу і впадає в річку Очеретовату, ліву притоку Кривого Торця.
Населені пункти вздовж берегової смуги: Кам'янка.
В історичних джерелах ця річка зазаначена як притока Кривого Торця, а Очеретовата як її права притока..

## Цікаві факти
- Біля витоку річки пролягає залізнична дорога. На правому березі річки на відстані приблизно 1,06 км розташована станція Ясинувата.
- Між селами Веселе та Новоселівка Друга річку перетинає автошлях Н20.